# Caccobius gallinus
Caccobius gallinus är en skalbaggsart som beskrevs av Gilbert John Arrow 1907. Caccobius gallinus ingår i släktet Caccobius och familjen bladhorningar. Inga underarter finns listade.